# Rohstoff- und Altstoffsammlung während des Ersten Weltkrieges

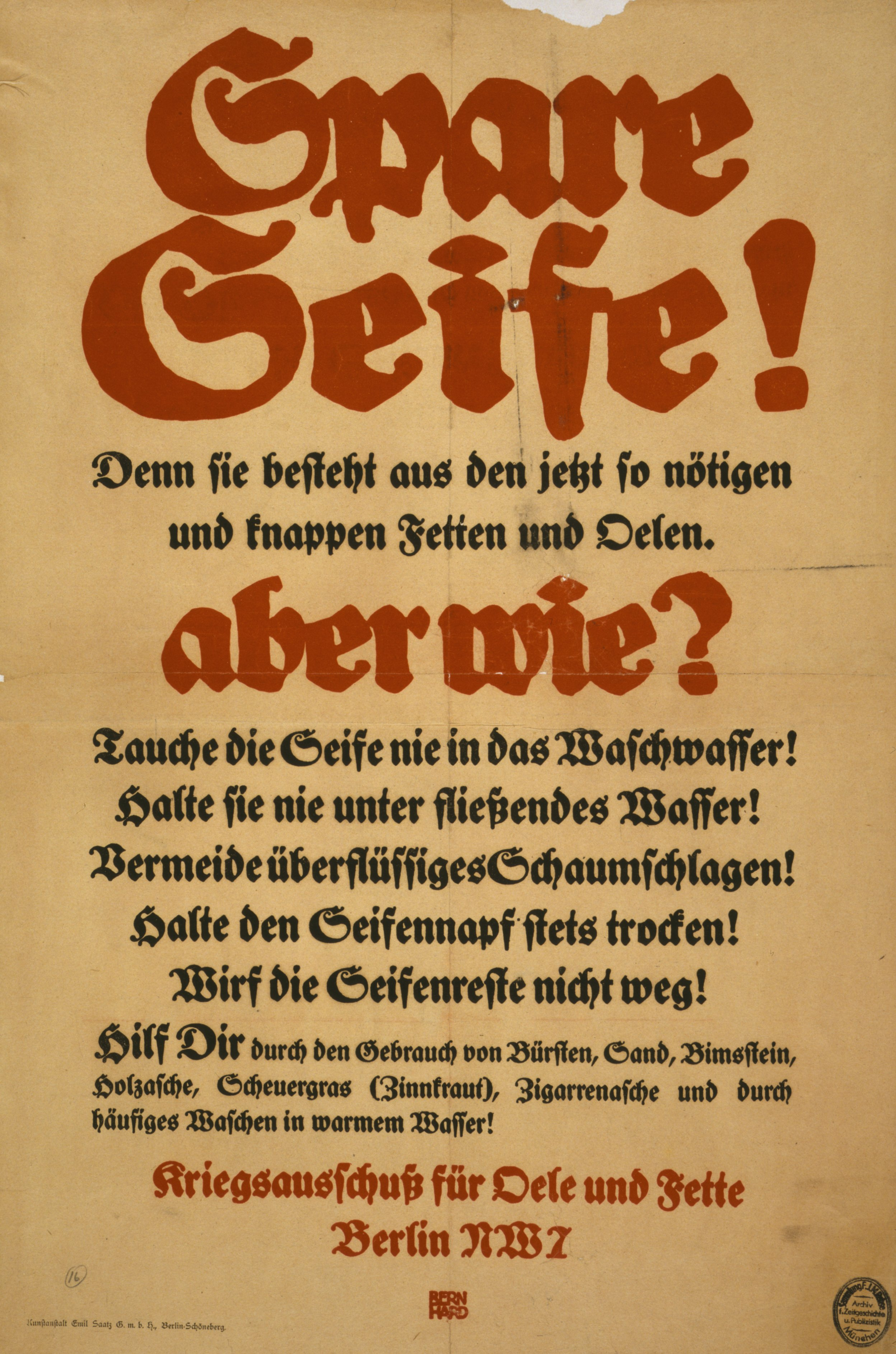
Spare Seife! … aber wie? Poster des Kriegsausschusses für Öle und Fette, das auffordert, Seife und Öle zu sparen und Vorschläge unterbreitet, wie das zu tun ist

Rohstoff- und Altstoffsammlungen waren eine weit verbreitete Erscheinung im Deutschen Kaiserreich während des Ersten Weltkrieges, um die Importausfälle zumindest teilweise kompensieren zu können. Anfänglich häufig auf kommunaler Ebene durchgeführt, wurde die Sammeltätigkeit im Lauf der Zeit immer stärker zentralisiert. So wurde 1915 der Kriegsausschuss für Öle und Fette gegründet. Der Kriegsausschuss für Sammel- und Helferdienst als allgemeine Koordinationsstelle von Rohstoffsammlungen entstand 1917. Eine besondere Form der Rohstoffsammlung war die Wertmetallsammlung der Metallspende des deutschen Volkes. In ähnlicher Weise gab es Rohstoffsammlungen auch in Österreich.

## Anfänge
Die britische Wirtschaftsblockade und die damit verbundene Unterbrechung von Nahrungs- und Rohstoffzufuhren zwang zur Suche nach Ersatzstoffen aber auch zur möglichst breiten Nutzung vorhandener Rohstoffe bis hin zum Recycling von Abfällen unterschiedlichster Art.
Meist auf kommunaler Ebene setzten Sammelaktionen bereits 1915 ein. Unter anderem durch den sogenannten Schweinemord zeichnete sich ein Mangel an Fett ab. Daraufhin wurde ein Kriegsausschuss für Öle und Fette gegründet. Dieser sollte die lokalen Initiativen zur Sammlung entsprechender Güter koordinieren und für die Weiterverarbeitung der gesammelten Güter sorgen. Nicht zuletzt setzte der Ausschuss eine breit angelegte Werbekampagne zur Sammlung von Fetten in Gang. Diese stand am Beginn von Propagandaaktionen, die im Laufe der Zeit auf immer mehr Güter ausgedehnt wurden. Die Bevölkerung wurde aufgefordert Obstkerne, Bucheckern und vergleichbare Früchte zu sammeln. Die Aufforderung richtete sich dabei vor allem an die „deutsche Jugend.“

## Sammlungen und Schulen
Auch wenn sich unterschiedliche Bevölkerungskreise an den Sammlungen beteiligten, wurden gezielt die Schulen eingebunden. Damit mobilisierte die Kriegswirtschaft auch die Kinder- und Jugendlichen. Unter dem Einfluss der Armee wurden die Sammelaktionen der Schulen immer stärker durchorganisiert. Die „Lehrerschaft bildete die Offiziere, die Schüler die Mannschaft.“ Es war den Verantwortlichen bewusst, dass der Einsatz von Schülern den schulischen Alltag stören und zu Unterrichtsausfällen führen würde. Aber dies wurde „der zwingenden Notwendigkeit, unser wirtschaftliches Durchhalten auf alle Fälle sicherzustellen und damit zum Sieg unserer Waffen beizutragen,“ untergeordnet.
Seit Herbst 1916 waren Schulkinder nicht nur zur Ernte von Kartoffeln und Rüben beurlaubt, sondern auch zur Sammlung von Rohstoffen fiel der Unterricht weitgehend aus. Es wurden Maikäfer als Tierfutter ebenso gesammelt wie Wurzeln, Pilze und Beeren. Auch das Vernichten von Ungeziefer gehört in diesen Zusammenhang.
Die Sammelaufrufe waren mit entsprechender patriotischer Propaganda verbunden, die das Gefühl vermitteln sollte, dass die Teilnahme zum Sieg entscheidend beitragen würde. Auf einem Propagandaplakat hieß es: „Deutsche Jugend! Auf, auf zum Kampf gegen den gefährlichen Engländer unserer Kraut- und Kohlpflanzen, den Kohlweißling und seine Raupen. Zeige dich dem Vaterland als Helfer und Retter. Durch Tötung von 100 Kohlweißlingen pro Tag vernichtest du 10.000 gefräßige Raupen, die unsere Ernährung unsicher machen.“
Daneben wurden die Schüler aber auch durch materielle und ideelle Anreize belohnt. So wurden Bücher oder Spielsachen als Belohnungen vergeben. Es gab Sammelbücher in die für bestimmte Sammelleistungen Marken geklebt wurden. Für eine bestimmte Anzahl Marken gab es Ehrenzeichen in Eisen für tausend Marken, in Silber bei 2000 Marken und in Gold bei 5000 Marken.
In der lokalen Presse wurden die Sammelerfolge mit entsprechenden patriotischen Untertönen gewürdigt. So hieß es, dass die Oberklasse der städtischen Knabenschule in Arnsberg „ein Stück echter Kriegsarbeit geleistet hätten“ weil sie acht Zentner Brennnesseln gesammelt hätten. In gewisser Weise gehört in diesen Zusammenhang auch das Werben von Schülern für das Zeichnen von Kriegsanleihen.

## Zentralisierung
Die kommunalen Sammelstellen sammelten schließlich nicht nur Rohstoffe aller Art, sondern auch Geld für Kriegsopferhilfen oder auch für Kriegsanleihen. Wie etwa aus Bochum berichtet wird, hat die Müllabfuhr regelmäßig Kartoffelschale und Gemüseabfälle eingesammelt. Knochen konnten bei den Metzgern abgegeben werden. Diese leiteten sie an die Schlachthöfe weiter. Andere Sammlungen wurden von Hausfrauenausschüssen, Wohlfahrtsorganisationen wie dem Vaterländischen Frauenverein und ähnlichen Verbänden unter Einsatz der Schülerinnen und Schüler durchgeführt.
Etwa seit dem Frühjahr 1917 begannen die Militärbehörden verstärkt Einfluss auf die Sammeltätigkeit zu nehmen und diese zu zentralisieren. Mit Hilfe der Behörden konnten bisher bestehende Transportprobleme verkleinert werden. Auch half die Zentralisierung die Wiederaufbereitung und Weiterverarbeitung zu verbessern. Im November 1916 mit der Gründung des Kriegsamtes hatten die Militärbehörden dafür Sorge zu tragen, dass die Versorgung der Rüstungsarbeiter verbessert wurde. Die Abteilung für Volksernährungsfragen im Kriegsamt prüfte die Möglichkeit die Fettversorgung durch das Sammeln von Knochen zu verbessern. Der Aufbau eigener Strukturen schien zu aufwändig, so dass es zur Zusammenarbeit mit den Kommunen und bestehenden Sammelorganisationen kam. Vor dem Hintergrund des katastrophalen Steckrübenwinters 1916/17 kam es im Frühjahr 1917 zu ersten gesetzgeberischen Maßnahmen um die Knochensammlung zu vereinheitlichen.
Die Abteilung für Volksernährungsfragen spielte seit Sommer 1917 dann auch die zentrale Rolle im neu gegründeten Kriegsausschuss für Sammel- und Helferdienst. Unterhalb der Zentralebene waren die stellvertretenden Generalkommandos zuständig. Diese hatte die kommunalen Stellen in ihrem Bereich zu koordinieren. Seit Anfang 1918 kam im Bereich des VII. Armeekorps mit Sitz in Münster als Sammelgut in Frage:
1. Abfälle von Nahrungsmitteln wie Knochen, Obstkerne, Kartoffelschalen, Gemüseabfälle oder Kaffeesatz
2. Abfälle von Textilien oder Haushaltswaren wie Flaschen, Gummiwaren, Korken, Konservendosen, Metalle und Textilien aller Art, bis hin zu Sockeln von Glühbirnen,
3. Altpapier,
4. Frauenhaare, (siehe auch Deutsche Frauenhaar-Sammlung)
5. Naturerzeugnisse wie Früchte, Eicheln, Kastanien, Pilze usw.

Die gesammelten Güter dienten drei unterschiedlichen Zwecken: 1. zu Nahrungszwecken, 2. zur Bekämpfung der Bekleidungsnot und 3. zur Bekämpfung der Rohstoffknappheit.
Aus verschiedenen Gründen darunter die große Grippeepidemie und die Unterernährung der Kinder ging der Erfolg dieser Sammlungen im letzten Kriegsjahr deutlich zurück. Dagegen wurden neue Propagandaanstrengungen unternommen. Auch das Anreizsystem änderte sich. Anstatt Ehrennadeln gab es zusätzliche Lebensmittel. So erhöhte sich die wöchentliche Fettration um 60 g bei Abgabe von einem Kilo Bucheckern. Auch wurde eine Geldprämie gezahlt.

## Bilanz
Die Erfolge der Sammeltätigkeit waren aufs Ganze gesehen bescheiden. Eine nennenswerte Verbesserung der Ernährungslage konnte dadurch nicht erreicht werden. Häufig war der Aufwand höher als das Ergebnis. So war der Energieumsatz beim Beerensammeln häufig höher als die durch das Sammeln gewonnene Nahrungsenergie. Eine gewisse positive Bedeutung scheint die verbesserte Abfallverwertung gehabt zu haben. Diese wurde häufig auch nach dem Krieg beibehalten, während die übrigen Sammlungen danach aufgegeben wurden.